# Panoramascheibe

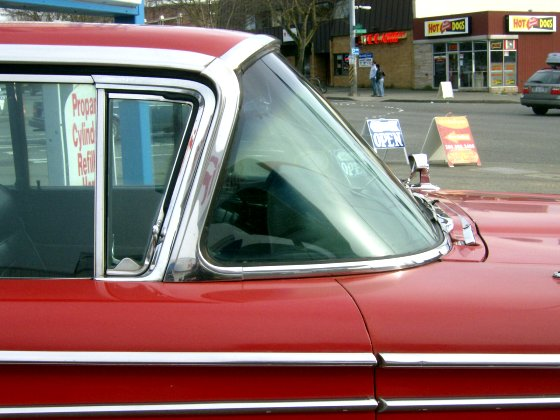
Panorama-Windschutzscheibe (obere A-Säule nach vorn geneigt)

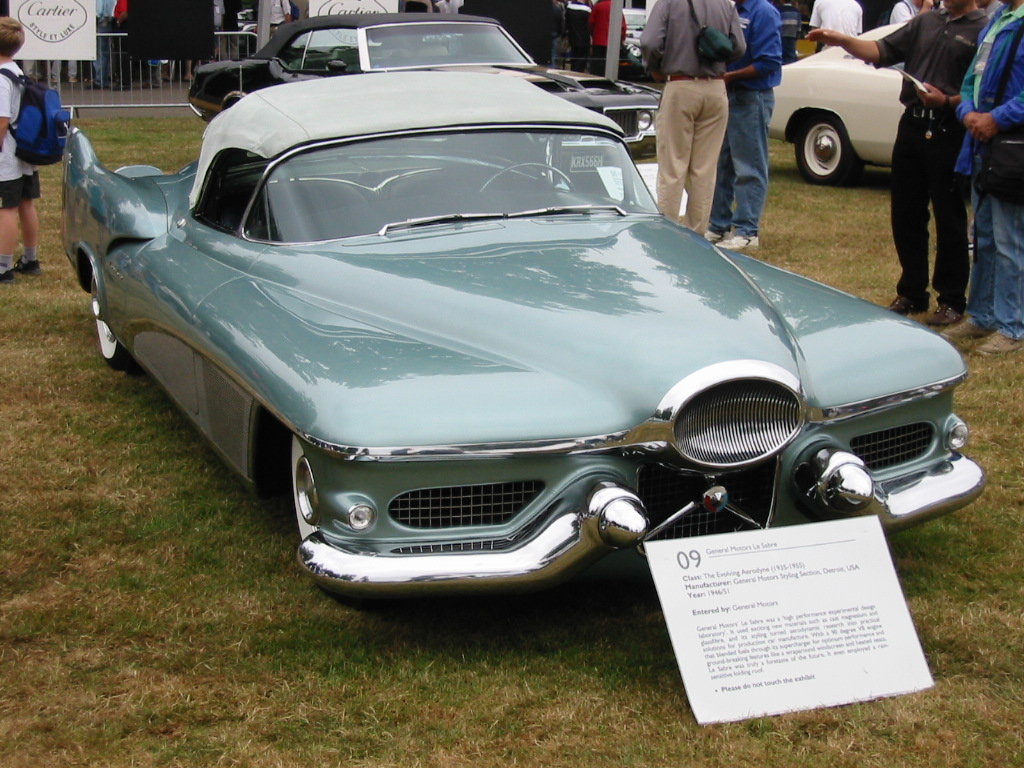
Designstudie: General Motors Le Sabre 1951

Die Bezeichnung Panoramascheibe wird historisch für eine besonders geformte und geschnittene Windschutzscheibe oder Heckscheibe im Automobil verwendet. Die Scheibenfläche ist an den Seiten um bis zu 90° zur Längsachse des Fahrzeugs gekrümmt. Die Scheibe ist außerdem so geschnitten, dass die unteren gerundeten Ecken jeweils einen spitzen Innenwinkel aufweisen. Die A-Säule ist daher auf Scheibenhöhe im Gegensatz zur üblichen Bauweise in Gegenrichtung geneigt. Die Tür-Seitenfenster gleichen diesen Maßunterschied gegebenenfalls mit einem vorderen Ausstellfenster aus, das unten kürzer als oben ist. Es gibt auch Modelle mit 90° Winkel bei der A-Säule. Bei einer Panoramascheibe im Heckfenster verläuft die seitliche Karosserieeinrahmung im Vergleich zu konventionellen Bauformen ebenfalls in umgekehrter Schrägrichtung.

Frühe Konstruktionen zur Sichtverbesserung
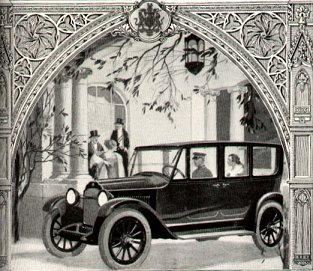
Willys-Knight Chauffeurlimousine mit mehrteiliger Scheibenkonstruktion, die sowohl die Sicht verbessern als auch Regentropfen ableiten sollte (Anzeige von 1920)
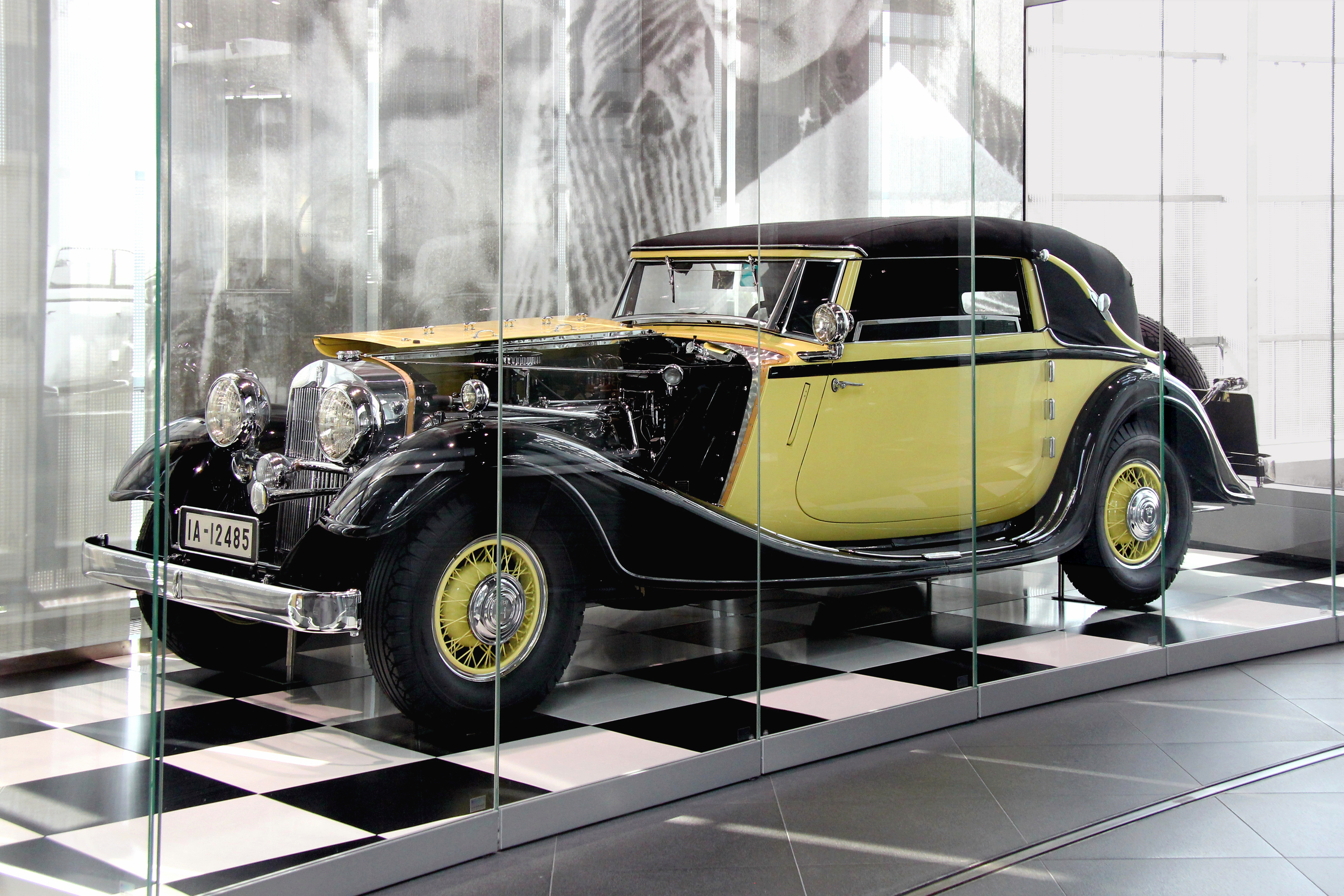
Horch 670 mit dreigeteilter Windschutzscheibe (1931–34)
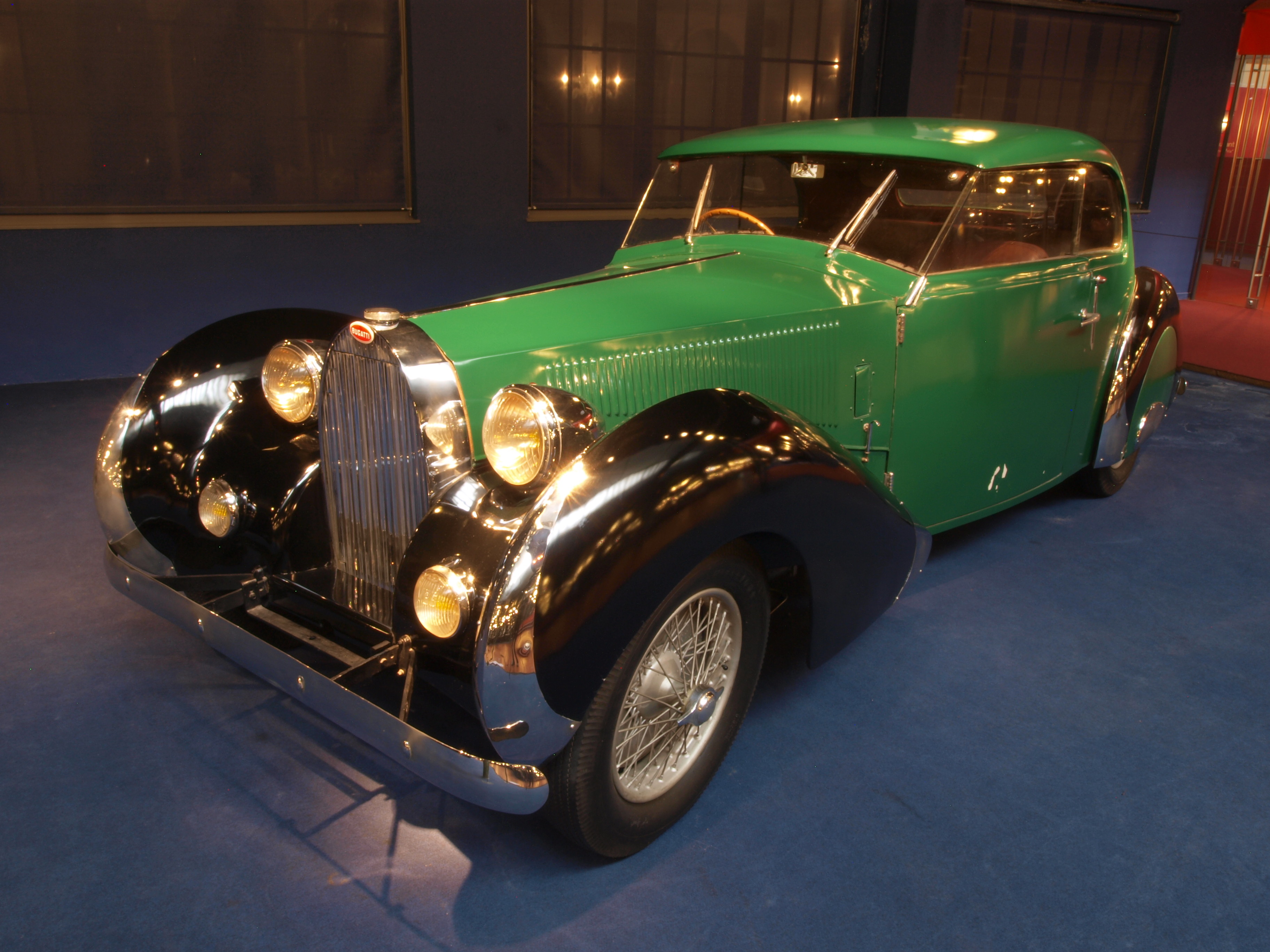
Bugatti Type 57 Labourdette Coach Profilée mit „Vutotal“ Frontscheibe (1936)
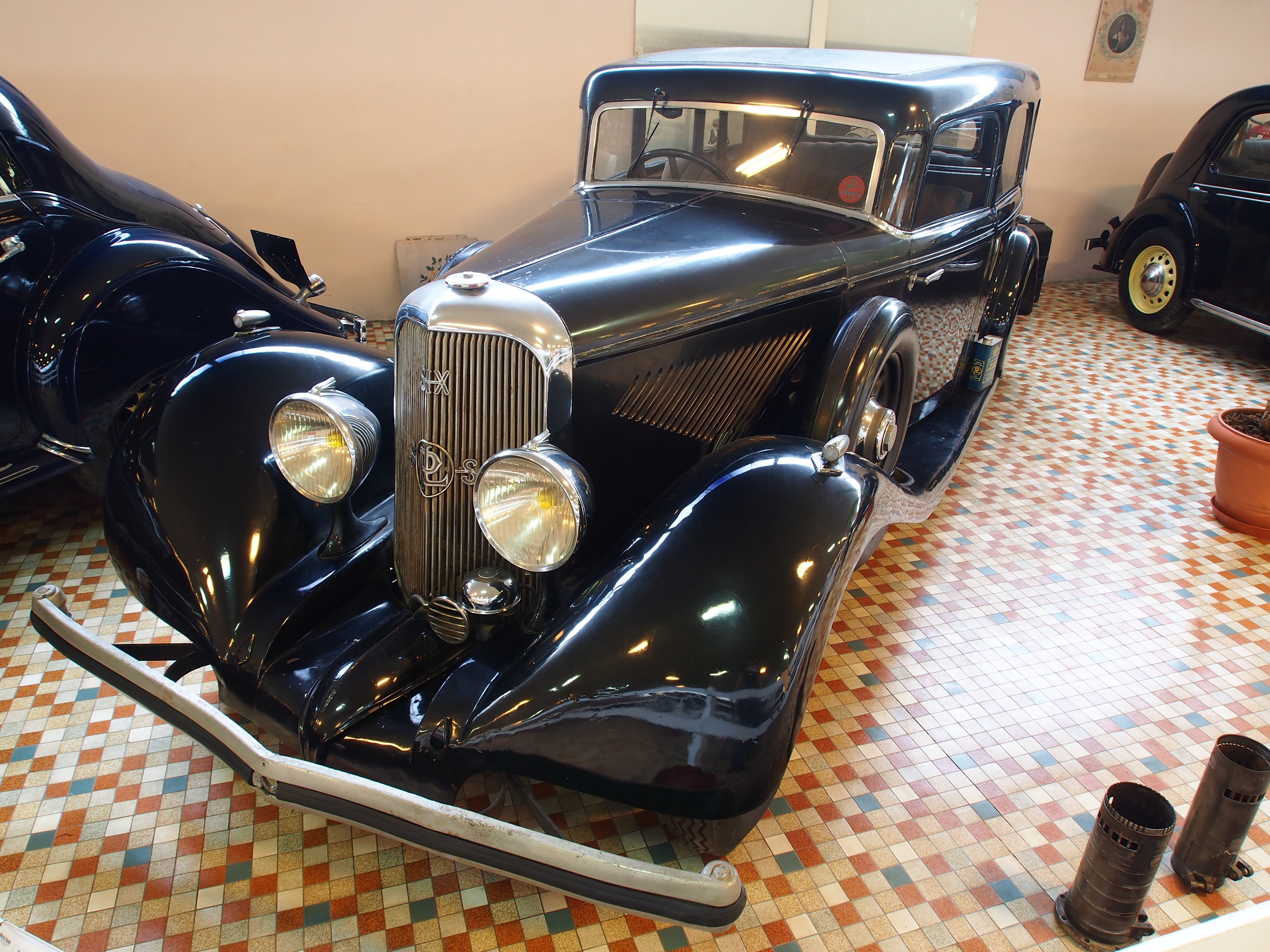
Panhard & Levassor X72 Panoramique mit kleinen Scheiben in den A-Säulen
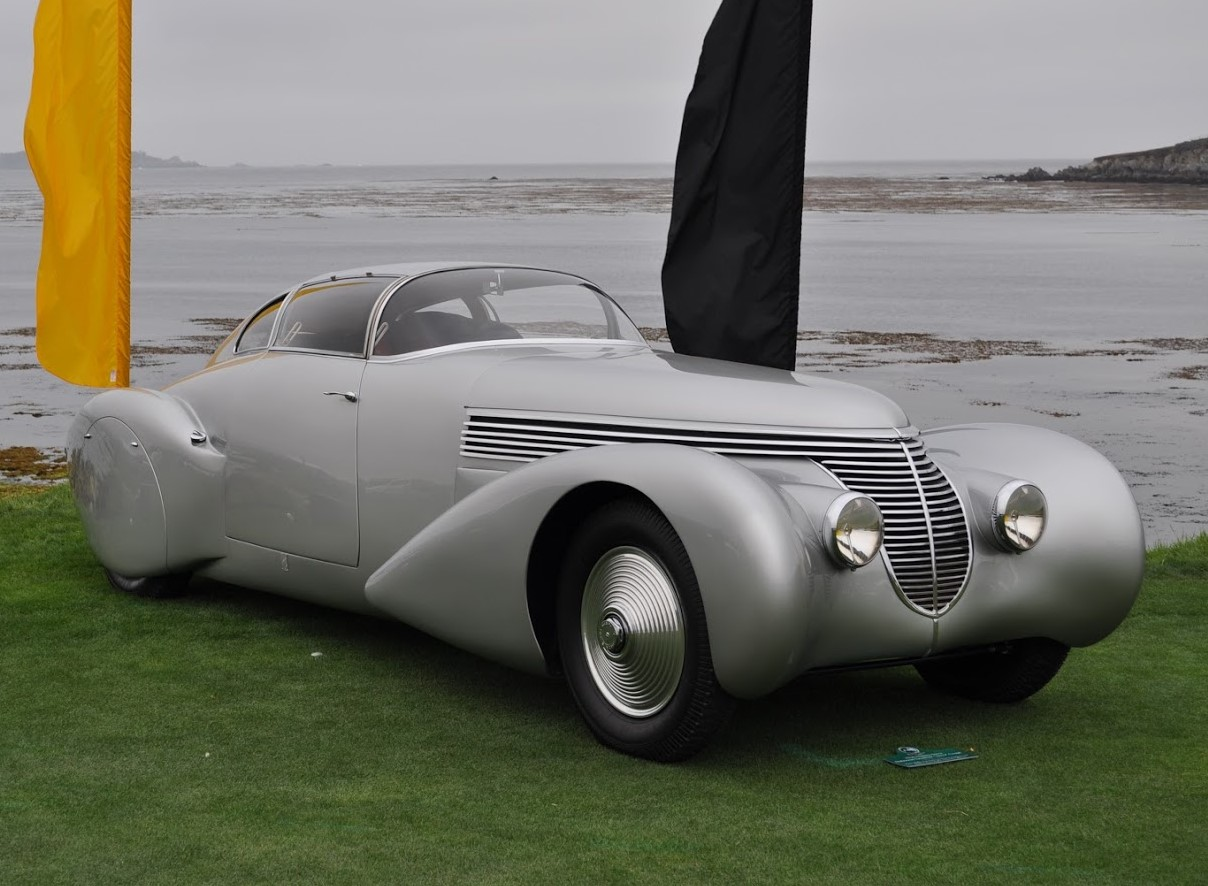
Konzeptfahrzeug Dubonnet Xenia mit gebogener Frontscheibe (1938)

Heute werden andere großzügig gestaltete, in den Dachbereich ragende Autoscheiben als „Panoramascheibe“ oder „Panorama-Windschutzscheibe“ bezeichnet. Gelegentlich werden auch weit nach vorne gezogene Windschutzscheiben als solche bezeichnet.

## Frühe Ausführungen einer Panoramasicht
Seit den 1920er Jahren gab es Bemühungen, die Rundumsicht im Auto zu verbessern. Geschlossene Karosserien erhielten oft komplizierte Vorbauten mit mehrteiligen Scheiben, allerdings dürfte dabei eher die Unterstützung der primitiven Scheibenwischer im Vordergrund gestanden haben.
Edmund Rumpler war der erste, der für Autoscheiben gebogenes Glas verwendete. Sein Rumpler-Tropfenwagen hatte eine senkrecht stehende Windschutzscheibe, die im Bogen in die auch gekrümmten Seitenfenster überging. Das ergab niedrigen Luftwiderstand bei guter Sicht.
Einen anderen gestalterischen Ansatz verfolgten, unabhängig voneinander, Carrosserie Georges Gangloff in der Schweiz mit einem innovativen Türscharnier und Carrosserie Labourdette in Frankreich mit einer rahmenlosen Windschutzscheibe. Gangloffs Türsystem kam über den Designer Frank Spring (1893–1959) in die USA und hielt sich einige Jahre in einer verbesserten Version als Clear Vision, patentiert von der Walter M. Murphy Company in Pasadena (Kalifornien).
Mit Labourdettes patentiertem, „Vutotal“ (abgeleitet aus Vue totale, „Totale Sicht“) sollte ganz auf A-Säulen verzichtet werden. Eine Komponente dabei war extra dickes Glas, das die Konstruktion teilweise mit trug. Dennoch waren Eingriffe in die Konstruktion des Daches beziehungsweise Verdecks notwendig, und das System war sehr teuer.
In einer nächsten Phase wurde versucht, die A-Säule seitlich zurückzuversetzen, um so das Blickfeld nach schräg vorn zu verbessern. Das führte ab Mitte der 1930er Jahre bei zahlreichen Fahrzeugen zu zweigeteilten Windschutzscheiben. Die beiden Hälften wurden in einem leichten Winkel zueinander angebracht, was auch einen etwas geringeren Luftwiderstand mit sich brachte.
Der Tatra 77 von 1934  und verschiedene Modelle von Panhard & Levassor (darunder X72 Panoramique, Dynamic ab 1936) hatten dreigeteilte Scheiben. Das geneigte Mittelteil rahmten zwei kleine Scheiben an den A-Säulen ein, die beim Tatra eben und bei Panhard & Levassor abgerundet waren.

## Panoramascheibe als Designmode
Das erste Fahrzeug mit Panoramascheibe war die 1951 von General Motors vorgestellte Konzeptstudie „Le Sabre“. Die Designstudie stammt von Harley Earl, damaliger Leiter der Entwicklungsabteilung von General Motors. Das Fahrzeug enthält Elemente des in der Architektur zeitgemäßen Googie Stils, wie z. B. Heckflossen und einen Kühlergrill, der Stilmerkmale eines Düsenjägers übernimmt. Die Panoramascheibe war ein weiteres Gestaltungsmerkmal. Die amerikanische Bezeichnung lautet „wrap-around windshield“ (herumgewickelte Windschutzscheibe). 1952 (für das Modelljahr 1953) erschien mit dem Cadillac Eldorado das vermutlich erste Serienfahrzeug mit Panoramascheibe. In den Folgejahren wurde die Panoramascheibe ein Designmerkmal fast aller US-amerikanischen Personenwagen, insbesondere der Straßenkreuzer, sowie auch bei Pick-ups. In der zweiten Hälfte der 1950er Jahre kam die Mode auch nach Europa. Sie fand bei dem deutschen Automobilhersteller Opel und dem britischen Hersteller Vauxhall sowie weiteren Herstellern Anklang. Auch Kleinwagen wurden mit Panoramascheiben ausgestattet. Die Idee von Labourdette wurde von Pininfarina weiterverfolgt. Der Designer stellte 1956 mit dem Ferrari Superfast eine Studie auf der Basis des Ferrari 410 Superamerica vor, die ganz ohne A-Säule konstruiert war. Das Fahrzeug musste nach Problemen mit der Steifigkeit jedoch umkonstruiert werden.
Anfang der 1960er Jahre verschwanden Panoramascheiben wieder.

## Nutzen
Der praktische Nutzen der Panoramascheiben wird unterschiedlich eingeschätzt. Sie brachten insbesondere gegenüber der zuvor üblichen kleinen glattflächigen oder leicht gekrümmten Windschutzscheibe eine deutliche Verbesserung und Verbreiterung des Sichtfeldes nach vorne. Möglich wurde diese Erhöhung der Sicherheit durch weiterentwickelte Verfahren bei der Glasherstellung und -verarbeitung im Automobilbau. Die Werbung sprach von einer die Sicherheit erhöhenden, verbesserten Seitensicht. Der Verheißung einer Panoramasicht wurde sie aber nicht gerecht, da unverändert eine Fenstersäule vorhanden war. Es gab auch praktische Nachteile: Das Einsteigen vorn war durch die nach hinten ragende Scheibenecke mitunter behindert und durch die großen Glasflächen konnte sich der Innenraum stark aufheizen. Die A-Säule konnte im Crashfall wegen der geknickten Form nicht im gleichen Umfang Kräfte in den Dachbereich weiterleiten wie ein konventionelle A-Säule.

## Historische Beispiele der Panoramascheibe
Unter anderem folgende Fahrzeuge waren mit Panoramascheiben ausgestattet:

Panoramascheibe Beispiele
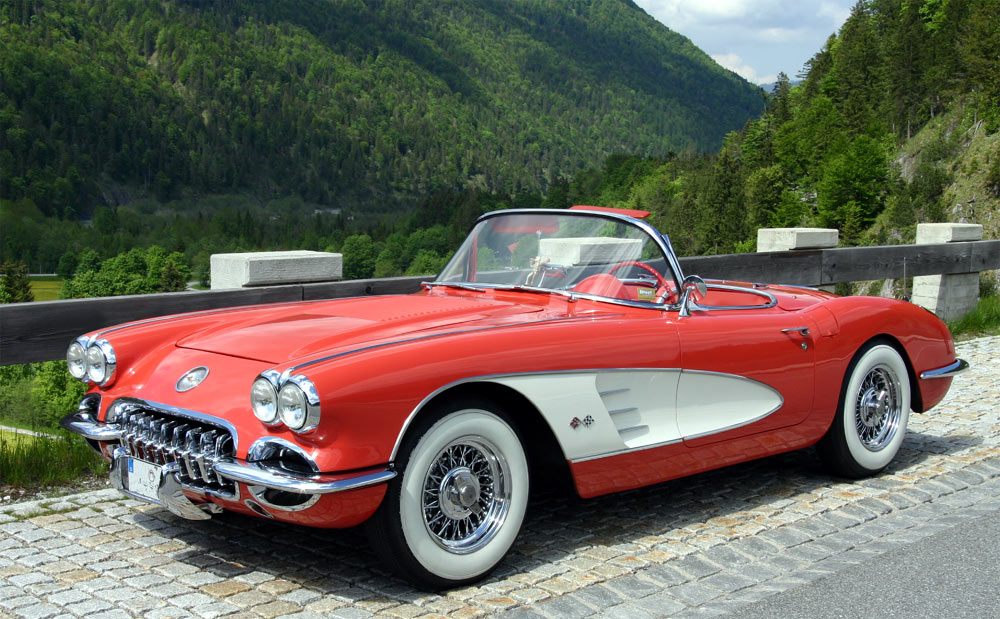
Chevrolet Corvette C1 1958
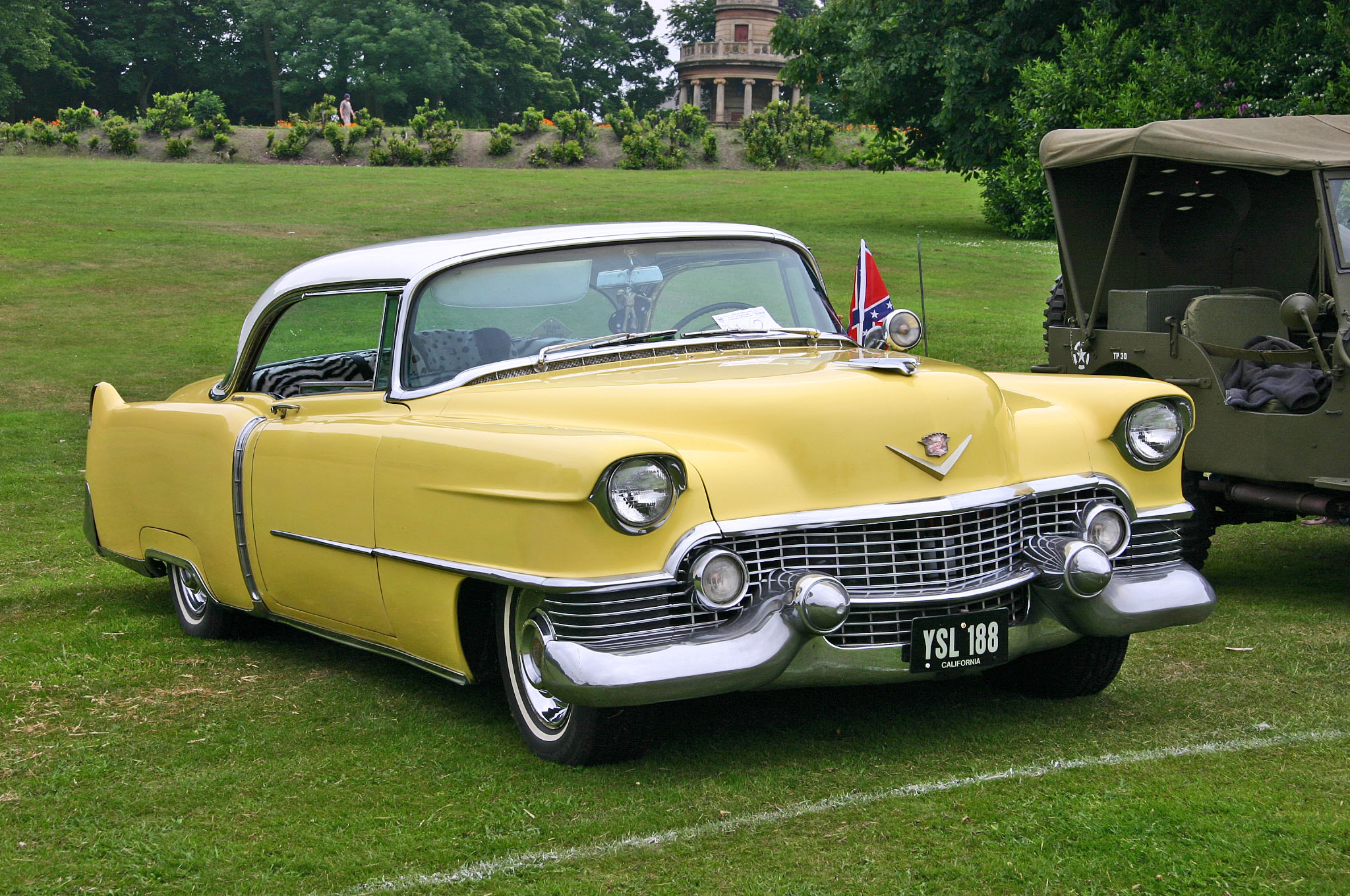
Cadillac Coupe DeVille 1954
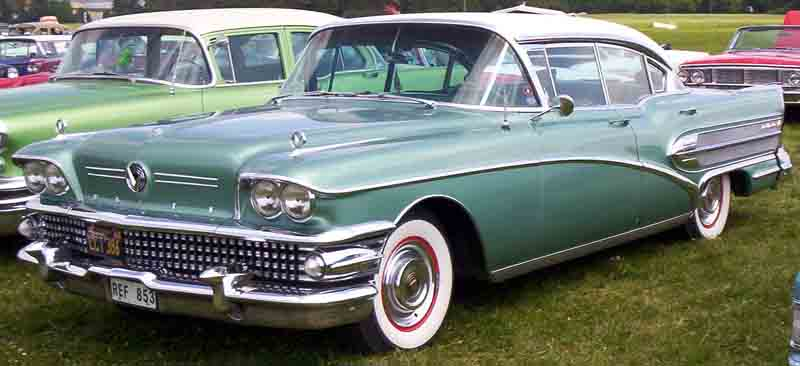
Buick Roadmaster 1958
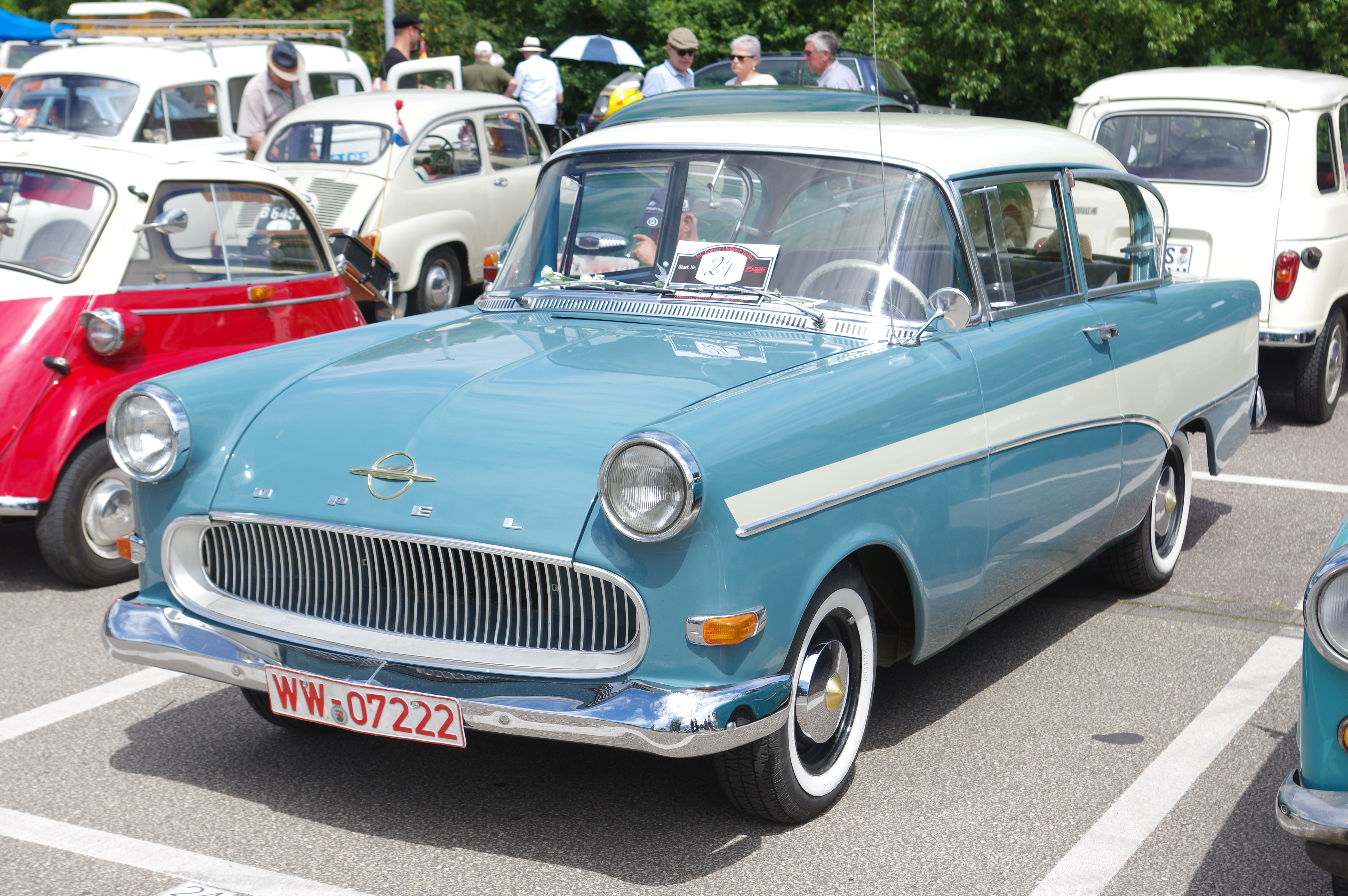
Opel Rekord P1 1957–1960
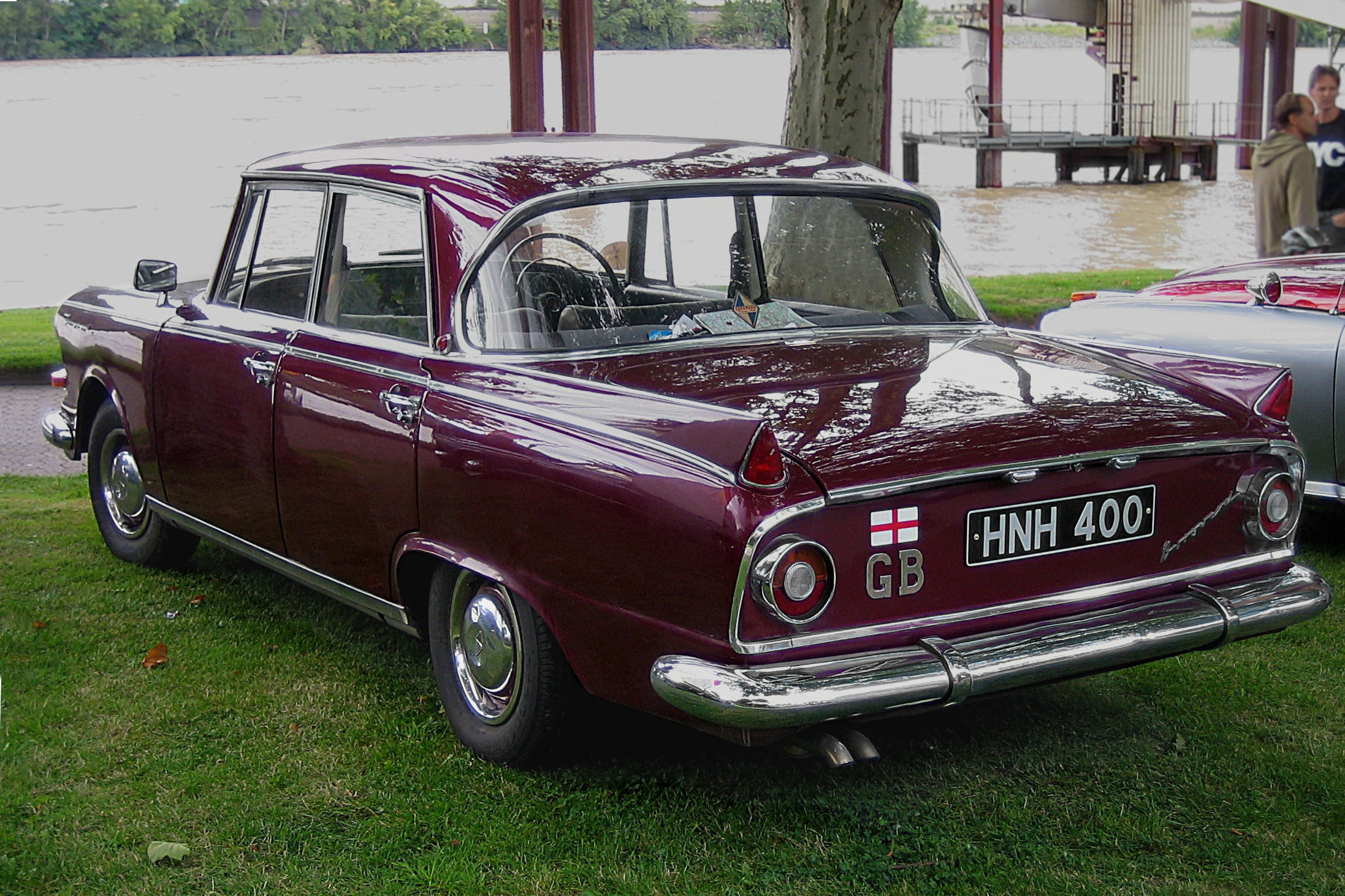
Borgward P 100 1960/1961
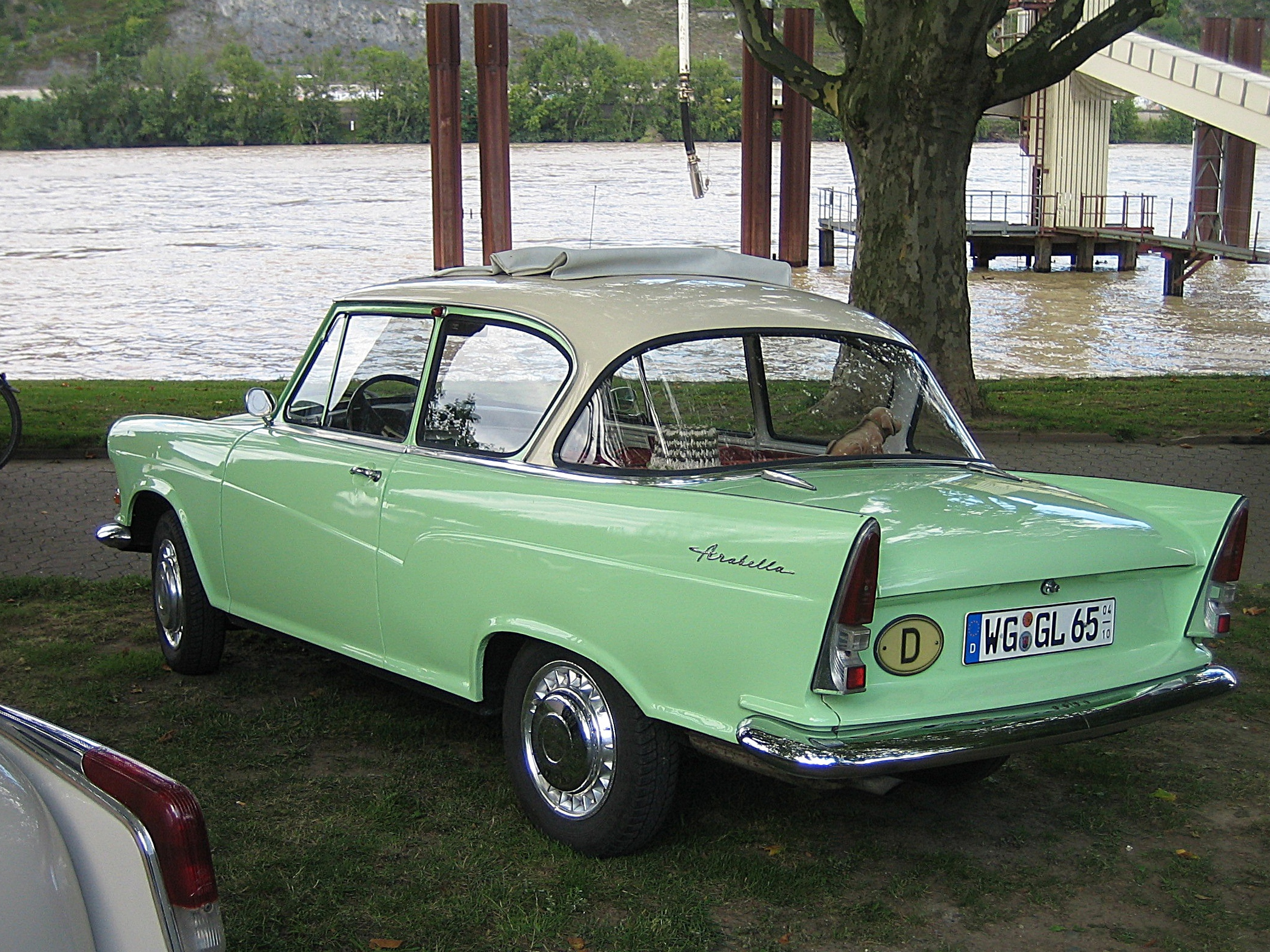
Lloyd Arabella 1959–1963
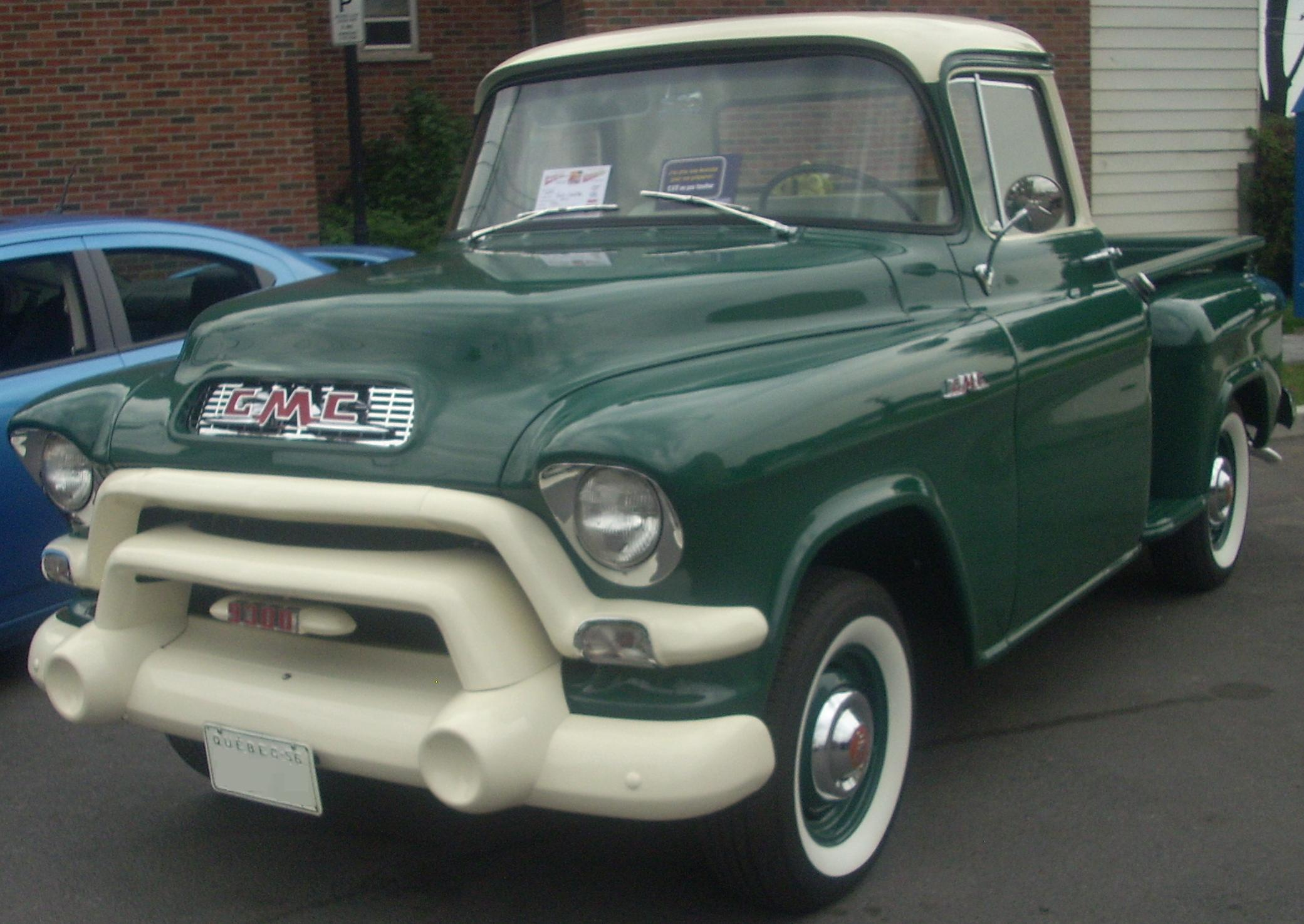
GMC 150 Blue Chip 1956
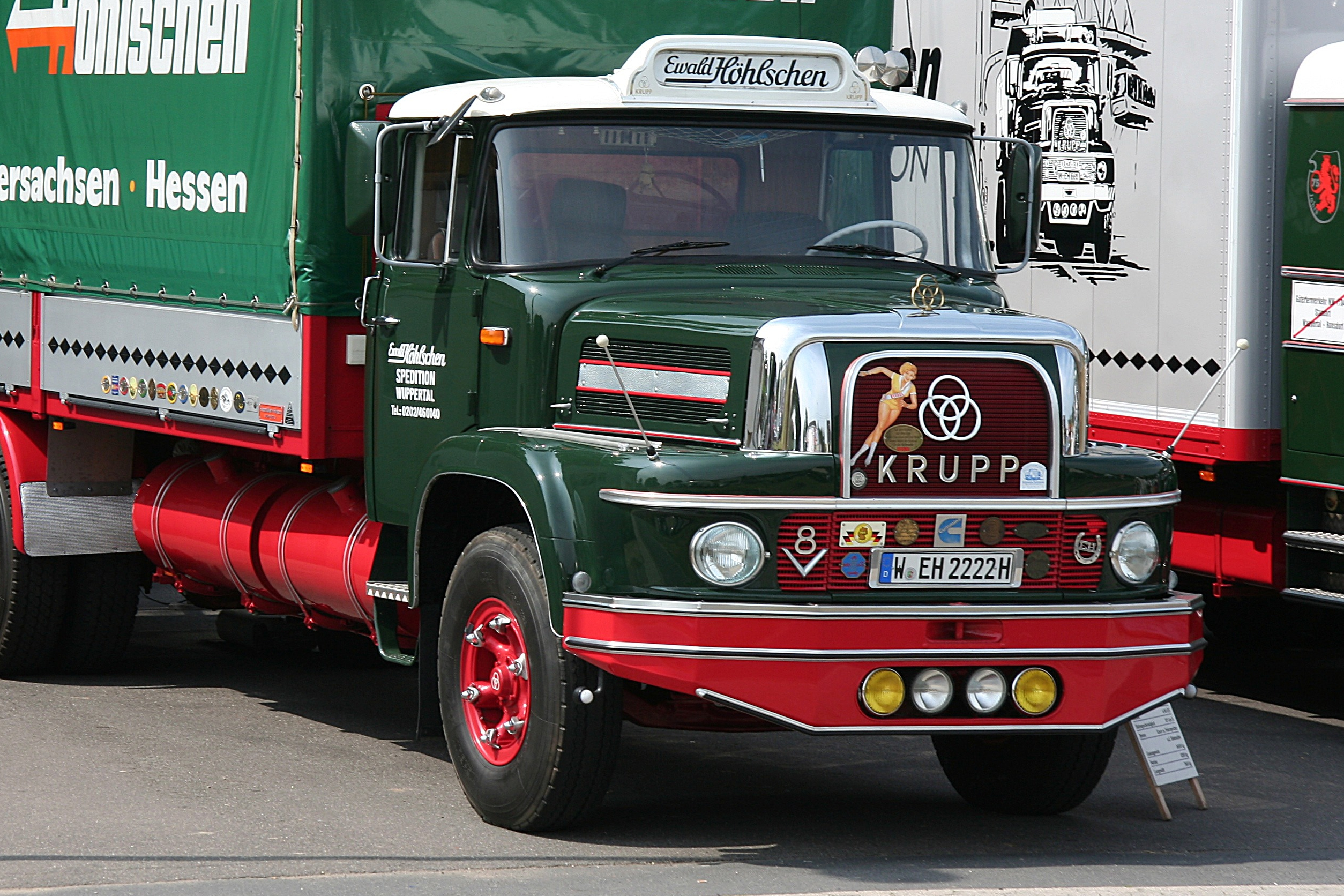
Krupp-Lkw mit Panorama-Frontscheibe 1959–1968

### Amerikanische Modelle
- Cadillac Eldorado
- Cadillac DeVille
- Cadillac Sixty Special
- Chevrolet Task Force (Pick-up)
- Chevrolet Corvette C1
- Chevrolet Bel Air
- Chevrolet Biscayne und Chevrolet Brookwood
- Chevrolet Del Ray
- Chevrolet Impala
- Chevrolet Nomad
- Imperial
- Buick Electra
- Buick LeSabre
- Buick Limited
- Buick Roadmaster
- Edsel
- Ford Fairlane
- Ford Mercury Monclair
- Ford F-Serie (Pick-up)
- Ford Thunderbird
- Oldsmobile 88
- Oldsmobile 98
- Packard 400
- Packard Caribbean
- Packard Clipper
- Packard Executive
- Packard Patrician
- Pontiac Star Chief
- Rambler Ambassador

### Deutsche Modelle
- Auto Union 1000 S (1960–1963)
- Auto Union 1000 Sp (1958–1965)
- Glas Isar (1958–1965)
- Opel Kapitän P1 (1958–1959)
- Opel Kapitän P2 (1959–1963)
- Opel Rekord P1 (1957–1960)

### Sonstige europäische Modelle
- Facel Vega HK 500 (1958–1961)
- Facel Vega Excellence (1958–1964)
- Fiat 1100TV Spider (1955–1957)
- Fiat 1200 Spider (1957–1963)
- Lancia Aurelia B24 Spider (1954–1955)
- Simca Aronde Plein Ciel/Oceane (1958–1961)
- Vauxhall Cresta (1957–1962)
- Vauxhall Victor (1957–1961)

### Deutsche Modelle nur Heck-Panoramascheibe
- BMW Isetta Standard (1955–1957)
- NSU/Fiat Weinsberg 500 Coupé (1959–1963)
- Borgward P 100 (1960–1961)
- Goggomobil TS Coupé (1957–1969)
- Lloyd Arabella (1959–1963)
- Mercedes-Benz 220 SE Coupé (1958–1960)
- Porsche 911 Targa (1968–1993)

## Beispiele der heutigen Panorama-Windschutzscheibe

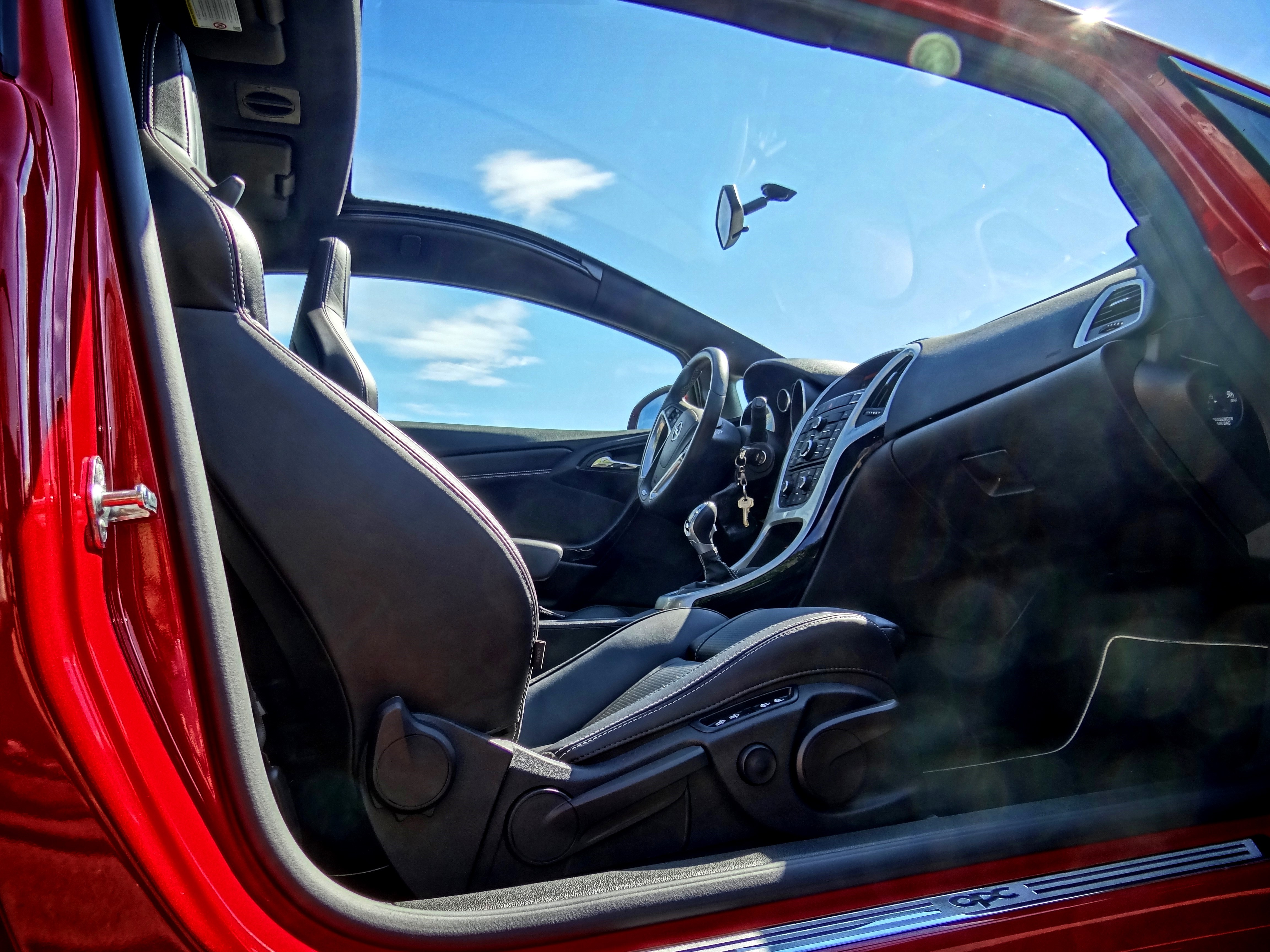
Opel Astra-J OPC mit heutiger Panorama-Windschutzscheibe

Unter anderem folgende Fahrzeuge wurden oder werden laut eigener Werbeaussagen mit einer Panorama-Windschutzscheibe ausgestattet. Anders als bei den oben beschriebenen Panoramascheiben der 1950er und 1960er Jahre wird der Begriff verwendet, um weit in den Dachbereich hineingezogene Frontscheiben zu beschreiben:
- Opel Zafira-C Tourer
- Opel Astra-H GTC, Opel Astra-J GTC und OPC
- Renault Grand Scénic (2016- ) (nicht in den Dachbereich, sondern nur weit nach vorne gezogen)
- Citroen C3 Tendance
- Citroen C4 Picasso
- Citroen DS4
- Tesla Model X (2016- )

## Weitere Anmerkungen

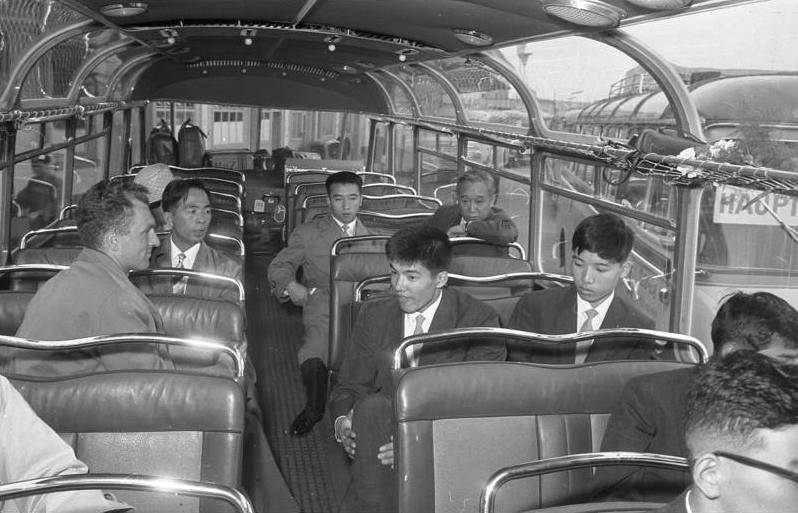
Bus mit Panoramafenstern

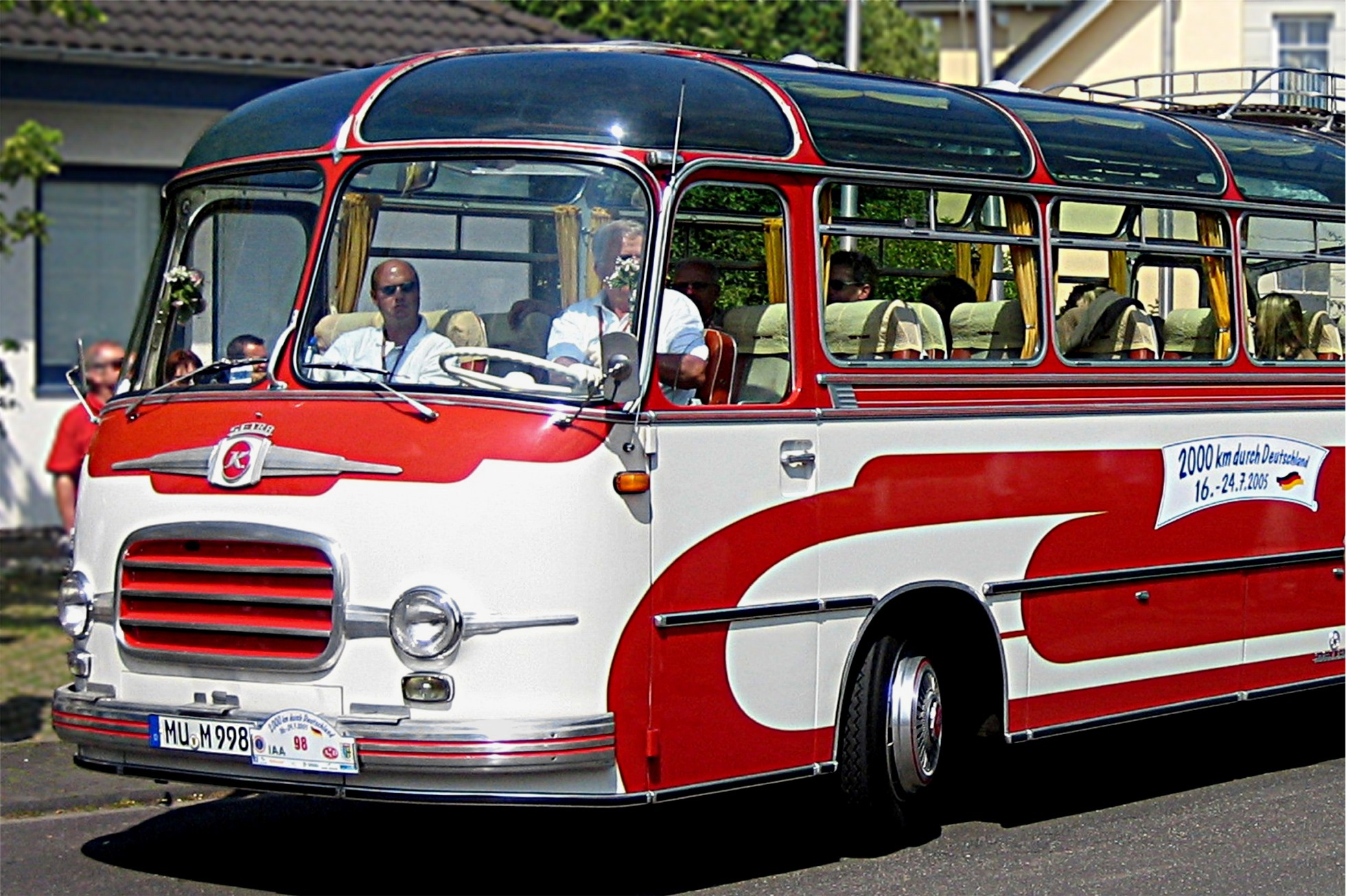
Kässbohrer Setra S 9, Baujahr 1959

- Die Porsche-Modelle 911 Targa von 1965 bis 1993 hatten eine Panorama-Heckscheibe, die von 1965 bis zum Modelljahr 1969 herausnehmbar war. Zu dieser Zeit war die Panoramascheibe als Gestaltungstrend längst außer Mode. Hier war es eine naheliegende konstruktive Lösung, die durch die spezielle Form des Überrollbügels bedingt war.
- General Motors führte Mitte der 1970er Jahre nach einem Facelift seiner F-bodies der zweiten Generation (Chevrolet Camaro sowie Pontiac Firebird und Transam) hintere Panoramascheiben ein.
- Eine ähnliche Modeerscheinung zur selben Zeit war ein hinten überhängendes Dach. Die seitliche Silhouette ähnelte einer hinteren Panoramascheibe, Beispiele sind: Ford Anglia 105E, Citroën Ami 6.
- Auch bei Lkws wurde vereinzelt die Panoramascheibe – meist mit vertikaler A-Säule – übernommen; Beispiele sind die 1959 auf den Markt gekommenen letzten Modelle von Krupp (Frontlenker und Kurzhauber) und ab 1962 die Baureihe der russischen Lkws ZIL-130 und ZIL-133.
- Bei Bussen aus den 1950er und 1960er Jahren waren gebogene Fenster in der Dachwölbung an beiden Längsseiten sowie manchmal über dem Fahrer beliebt, z. B. von Volkswagen, Kässbohrer/Setra, Neoplan/Auwärter, Mercedes-Benz und Magirus-Deutz. In diesem Fall spricht man ebenfalls von Panoramascheiben oder „Panoramafenstern“ oder auch „Dachrandverglasung“. Die Sicht für die Fahrgäste wurde dadurch wesentlich verbessert, allerdings heizte sich der Innenraum bei Sonneneinstrahlung sehr schnell auf. Eine geteilte Panoramascheibe und Panoramafenster haben zum Beispiel der sowjetische PAZ-672 oder frühe Versionen des ebenfalls sowjetischen LAZ-695.
- Auch an offenen Motorbooten sind häufig Panoramascheiben zu sehen. Während es im Automobilbau eine vorübergehende Designmode war – ähnlich wie die Heckflossen – ist die vordere Panoramascheibe bei Motorbooten nach wie vor beliebt. Sie betont die Linien eines sportlichen Motorboots.